# Bouchal
Bouchal je přírodní památka v katastrálním území Letkovice ve městě Ivančice v okrese Brno-venkov. Důvodem ochrany je ostrůvek teplomilných společenstev.